# Zuijin
Nello Scintoismo, gli zuijin o zuishin (随身?) sono dei kami guerrieri-guardiani, spesso rappresentati con un arco e delle frecce. Il nome indicava inizialmente le guardie del corpo dell'Imperatore. Delle statue di zuijin sono sovente situate ai lati delle porte dei santuari. I kami che vegliano le porte dei santuari sono considerati essere Kado-Mori-no-Kami o Kadomori-no-kami, le divinità tutelari.